# 萨拉·约翰松
萨拉·约翰松（瑞典語：Sara Johansson，1980年1月23日—），瑞典女子足球运动员。她曾代表瑞典参加2003年和2007年国际足联女子世界杯。她也曾参加2000年夏季奥林匹克运动会。